# Gianni Cozzolino
Gianni Cozzolino (* 1950 in Neapel) ist ein italienischer Filmregisseur.
Cozzolino arbeitete seit Beginn der 1990er Jahre an Filmen von Ninì Grassia als Regieassistent und Produktionsleiter. 1993 inszenierte er seinen Debütfilm, im Jahr darauf erneut für das Kino. Beide Arbeiten blieben ohne großen Erfolg.
Gelegentlich wird Cozzolino als John Coline in den Stabangaben gelistet.

## Filmografie
- 1993: Una vita da sballo
- 1994: Gatta alla pari